# Marijan Cvetković

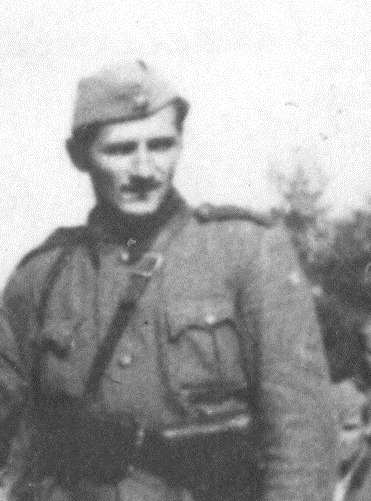
Marijan Cvetković (1943)

Marijan Cvetković (serbisch-kyrillisch Маријан Цветковић; * 13. Oktober 1920 in Sisak, Gespanschaft Sisak-Moslavina, Königreich Jugoslawien; † 12. September 1990 in Zagreb, Jugoslawien) war ein Politiker des Bundes der Kommunisten Jugoslawiens (BdKJ). Er wurde für seine Teilnahme am Partisanenkrieg im Zweiten Weltkrieg mit dem Orden des Volkshelden ausgezeichnet wurde und war zwischen 1982 und 1983 Vorsitzender des Präsidiums der Sozialistischen Republik Kroatien.

## Leben

### Engagement in der Kommunistischen Jugendbewegung
Cvetković, Sohn eines Hafenarbeiters, trat während des Besuchs der Oberschule 1935 in Zagreb aufgrund des väterlichen Kontakts zur Arbeiterbewegung in die Union der kommunistischen Jugend von Jugoslawien SKOJ (kroatisch Savez komunističke omladine Jugoslavije, serbisch-kyrillisch Савез комунистичке омладине Југославије) ein. 1936 kehrte er in seine Heimatstadt Sisak zurück, wo er sich während des Besuchs der dortigen Oberschule in der Jugendbewegung engagierte. Wegen dieser Tätigkeit wurde er 1937 verhaftet und der weitere Schulbesuch untersagt, wobei er seine Schulausbildung an privaten Schulen abschloss. 1938 trat er der Kommunistischen Partei Kroatiens (KPH) als Mitglied bei und begann ein Studium an der Hochschule für Wirtschafts- und Handelswissenschaften in Zagreb. Gleichzeitig blieb er jedoch seiner Geburtsstadt verbunden und war zunächst Sekretär des Stadtkomitees sowie danach Sekretär des Kreiskomitees der SKOJ. Ende 1939 wurde er zum Mitglied des Provinzausschusses der SKOJ von Kroatien gewählt. In der Folgezeit wurde er wegen seiner politischen Tätigkeiten zwei Mal verhaftet, aber jeweils wegen Mangels an Beweisen wieder aus der Untersuchungshaft entlassen.

### Zweiter Weltkrieg und Partisanenkrieg
Nachdem das Königreich Jugoslawien April 1941 von Deutschland und Italien besetzt und aufgelöst worden war, begann Cvetković zusammen mit anderen Kommunisten mit der Teilnahme am Partisanenkrieg, dem sogenannten „Nationalen Befreiungskampf der Völker Jugoslawiens“. Zunächst organisierte er in der Untergrundbewegung die Sammlung von Rohstoffen und Waffen in der Gespanschaft Sisak-Moslavina. Nach dem Einmarsch des von Ante Pavelić geführten kroatischen rechtsextrem-terroristischen Geheimbundes Ustascha in Sisak wurde er zunächst erneut verhaftet, aber kurz darauf wieder freigelassen.
Nach dem Beginn des Unternehmen Barbarossa, dem Überfall der deutschen Wehrmacht auf die Sowjetunion, gründete Cvetković im Dorf Žabno die Sisak-Partisanengruppe (kroatisch Sisački partizanski odred, serbisch-kyrillisch Сисачки партизански одред), die den Partisaneneinheiten unter dem Befehl von Vlado Janić unterstellt wurde. Als Kommandeur dieser Partisanengruppe war Cvetković an zahlreichen Kampfeinsätzen auf strategisch wichtige Punkte wie Zinnminen, der Eisenbahnstrecke Zagreb-Sisak und Telegrafenstationen beteiligt. Im August 1941 wird er in Region Banovina verlegt und übernimmt in der Folgezeit zahlreiche Funktionen bei den dortigen Partisaneneinheiten wie zum Beispiel als Politoffizier und anschließend im Mai 1942 als stellvertretender Kommandeur dieser Einheiten. In dieser Funktion ist er an zahlreichen Gefechtseinsätzen in Kuljani, Bosanski Novi, Čuntić und Bačug teil.
Im Spätsommer 1942 wird Cvetković nach Moslavina versetzt und übernimmt dort das Kommando des Moslavački bataljon (Moslavina-Bataillons) der Partisanenverbände. Mit diesem und zwei weiteren Bataillonen bildet er Ende 1942 in Slawonien eine Division der Volksbefreiungsarmee (kroatisch Narodnooslobodilačka vojska Jugoslavije, serbisch-kyrillisch Народноослободилачка војска Југославије) und nimmt mit dieser in der Folgezeit an Gefechten in Čazma, Velika Pisanica und Ivanjska teil. Im Januar 1943 wurde er zunächst Politkommissar der unter dem Kommando von Radovan Knežević stehenden 16. Jugendbrigade „Joža Vlahović“ und dann Mitte 1943 Politkommissar der 12. Slawonischen Division, ehe er Ende 1943 die Funktion als stellvertretender Politkommissar des VI. Slawonischen Korps übernahm, dessen Kommandierender General Generalmajor Petar Drapšin war. Auch mit diesen Einheiten nahm er ab Frühjahr 1943 an mehreren bedeutenden Gefechtseinsätzen in Voćin, Garešnica, Virovitica, Sirač, Pakrac, Našice, Okučani, Lepoglava, Jalkovec und Kutjevo teil. Im Februar 1944 wurde er schließlich Sekretär der Kommunistischen Partei in der Gespanschaft Sisak-Moslavina sowie Ende 1944 Leiter des Geheimdienstes OZNA (Орган Заштите Народа Армије) in Nordkroatien.

### Ämter in der SFRJ und Präsident der SR Kroatien
Nach Kriegsende und Gründung der Sozialistischen Föderativen Republik Jugoslawien übernahm Cvetković zahlreiche Funktionen in Regierung und in der Kommunistischen Partei. Zunächst war er Leiter des Geheimdienstes OZNA in der Sozialistischen Republik Kroatien sowie von 1946 bis 1947 anschließend Beigeordneter Minister im Innenministerium von Kroatien. Danach fungierte er zwischen 1947 und 1950 als Präsident der Planungskommission sowie als Präsident des Rates für Volksgesundheit der SR Kroatien.
1948 wurde Cvetković Mitglied des Zentralkomitees (ZK) des Bundes der Kommunisten Kroatiens und gehörte diesem Parteigremium bis 1969 an. Nachdem er Sekretär des Kroatischen Komitees der Sozialistischen Allianz des werktätigen Volkes Jugoslawiens (Социјалистички савез радног народа Југославије), der größten und einflussreichsten Massenorganisation der SFRJ, war,
1950 bis 1954 war er Minister für Gesundheit und Soziales der SR Kroatien und anschließend von 1954 bis 1957 Vorsitzender des Rates für Landwirtschaft. Als solcher wurde er am 6. Februar 1953 zum Mitglied des Exekutivrates der SR Kroatien ernannt und fungierte damit bis zum 4. Februar 1957 in dieser Teilrepublik als Minister in der Regierung der Vorsitzenden des Exekutivrates Vladimir Bakarić und Jakov Blažević. Am 27. November 1953 wurde er mit dem Orden des Volkshelden (Орден народног хероја) ausgezeichnet.
1958 war Cvetković kurzzeitig Sekretär für Industrie sowie Mitglied des Bundesexekutivrates und war damit Industrieminister der SFRJ. Anschließend fungierte er zwischen 1958 und 1962 als Sekretär des Stadtparteikomitees von Zagreb. Auf dem VII. Kongress der BdKJ, der vom 22. bis zum 26. April 1958 in Ljubljana stattfand, wurde er erstmals zum Mitglied des ZK des BdKJ gewählt und auf dem VIII. Kongress vom 7. bis 13. Dezember 1964 in Belgrad wiedergewählt. Er gehörte diesem Parteigremium bis zum IX. Kongress des BdKJ an, der vom 11. bis zum 15. März 1969 wieder in Belgrad stattfand. Daneben war er von 1962 bis 1966 Organisationssekretär des ZK des Bundes der Kommunisten Kroatiens sowie zwischen 1966 und 1969 auch Mitglied des Exekutivkomitees des ZK des Bundes der Kommunisten Kroatiens.
Ferner war er zwischen 1969 und 1974 Präsident der Bundesverwaltung der Föderation der Vereinigung der Veteranen SUBNOR (Савез удружења бораца Народноослободилачког рата Југославије) sowie anschließend von 1974 bis 1978 auch Vizepräsident der Versammlung der SFRJ und damit Vizepräsident des jugoslawischen Parlaments. Weiterhin war er zwischen 1978 und 1979 Vorsitzender des Ausschusses der Sozialistischen Allianz des werktätigen Volkes Jugoslawiens in der SR Kroatien und zwischen 1978 und 1982 erneut Mitglied des ZK des Bundes der Kommunisten Kroatiens sowie zugleich auch Mitglied des Präsidiums dieses Gremiums.
1980 wurde er mit dem Orden „Held der sozialistischen Arbeit“ (Орден јунака социјалистичког рада) ausgezeichnet.
Als Nachfolger von Jakov Blažević wurde er am 10. Mai 1982 Vorsitzender des Präsidiums der Sozialistischen Republik Kroatien und war damit bis zu seiner turnusgemäßen Ablösung durch Milutin Baltić am 10. Mai 1983 Präsident dieser Teilrepublik. Auf dem XII. Kongress des BdKJ vom 26. bis 29. Juni 1982 in Belgrad wurde Cvetković wieder zum Mitglied des ZK des BdKJ gewählt und gehörte diesem Gremium nunmehr bis zum XIII. Kongress des BdKJ an, der zwischen dem 25. und 28. Juni 1986 in Belgrad stattfand.
Cvetković wurde darüber hinaus für seine Leistungen und Verdienste auch mit dem Verdienstorden (Орден заслуга за народ), dem Orden für Brüderlichkeit und Einheit (Орден братства и јединства), dem Orden des Partisanen-Sterns (Орден партизанске звезде), dem Tapferkeitsorden (Орден за храброст) sowie der Gedenkmedaille für Partisanen von 1941 (Партизанска споменица 1941) ausgezeichnet. Nach seinem Tode am 12. September 1990 wurde er auf dem Mirogoj-Friedhof in Zagreb beigesetzt.